# Karl Gutzkow

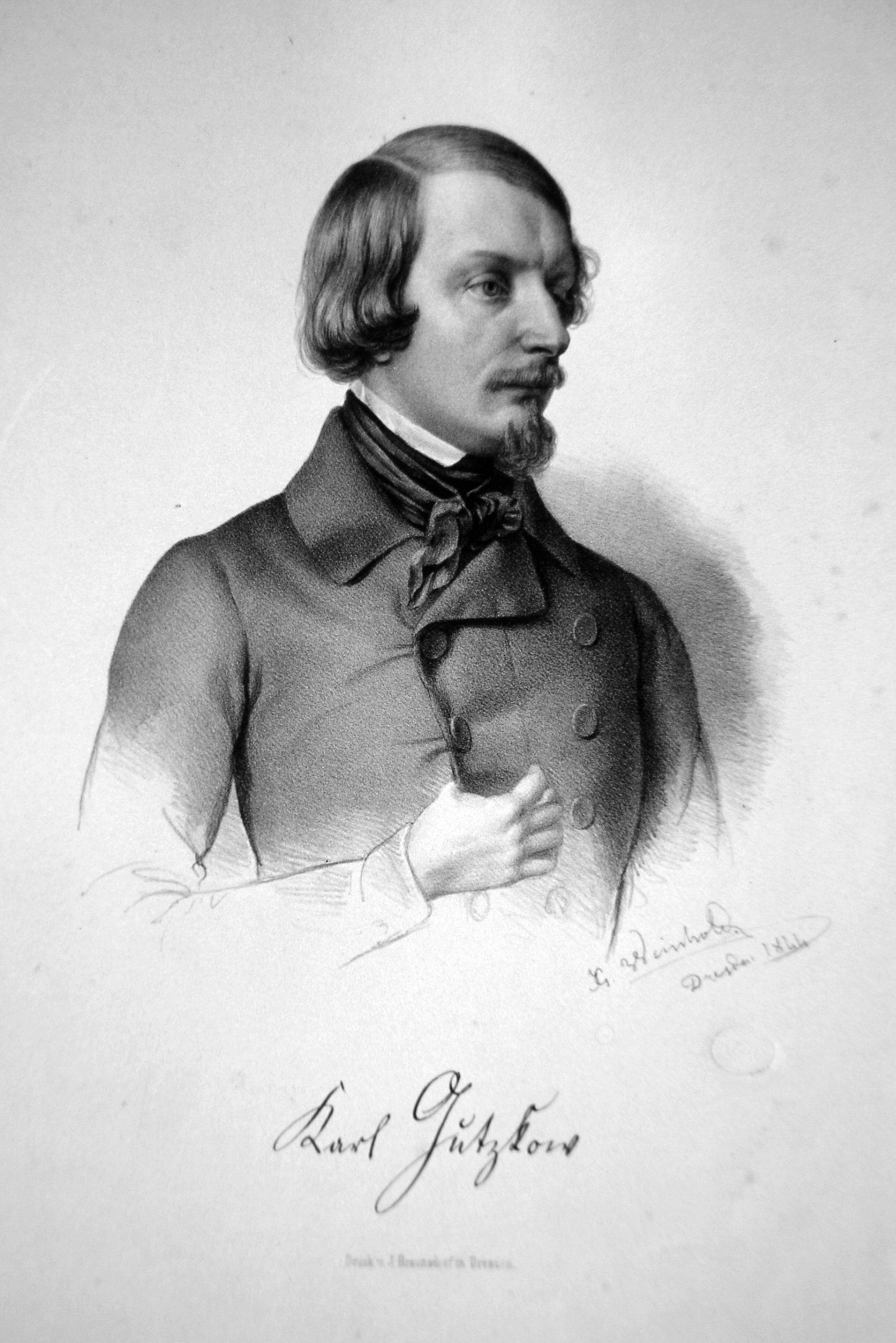
Karl Gutzkow (G. Weinhold litográfiája, 1844)

Karl Ferdinand Gutzkow (Berlin, 1811. március 17. – Sachsenhausen, 1878. december 16.) német költő és író.

## Életútja
Teológiai és filológiai tanulmányait a berlini egyetemen végezte. Miután 1830-ban De diis fatalibus című filológiai munkájával pályadíjat nyert, a júliusi forradalom idején megalapította a Forum der Journalliteratur című kritikai folyóiratot, melynek hasábjain Wolfgang Menzel írta híres Goethe-ellenes bírálatait. 1831-ben Menzel meghívására Stuttgartba ment, ahol annak Litteratur-Blatt című lapjának szerkesztésében részt vett. Névtelenül megjelent munkái ez időből: Briefe eines Narren an eine Härrin (Hamburg, 1832) és Maha Guru, Geschichte eines Gottes (Stuttgart, 1833) című, a pápaság ellen írt szatirikus regénye. Tisztán szépirodalmi dolgokat is írt akkor, így Novellen (Hamburg, 1843) című kötetét és Nero drámáját (Stuttgart, 1835), bár ez idő tájt a politika inkább vonzotta.
Nemsokára vezére és előharcosa lett az Ifjú Németország nevű mozgalomnak, mely a liberális politikától vezetve, az irodalomban is új utat tört. Ily irányban dolgozott a fiatal író, amikor Heidelbergben és Münchenben jogot tanult. Ezután felváltva élt Berlinben, Lipcsében, Hamburgban, midőn a Morgenblatt és Allgemeine Zeitung munkatársa volt. Az itt írott dolgozatai: Novellen (Hamburg, 1834), Soiréen (Frankfurt, 1835), Oeffentliche Charaktere (Hamburg, 1835) címen összegyűjtve jelentek meg. Menzellel meghasonlott és Majna–Frankfurtba ment, ahol Duller Phönix című lapjának szerkesztésében segédkezett. Ez időben jelent meg Wally die Zweiflerin című betegesen túlzott novellája, mely teológus körökben izgalmat okozott (Mannheim, 1835, 2. kiad. Frankfurt, 1852), ezt követte Vertraute Briefe über F. Schlegels Lucinde című feltűnést keltő munkája (Hamburg, 1835). Menzel följelentésére az előbbi munkát elkobozták, Gutzkowot három havi börtönre ítélték, az Ifjú Németország irodalmi működését pedig betiltották. Fogságában kidolgozta Zur Philosophie der Geschichte (Hamburg, 1836) című Hegel-ellenes munkáját.
Kiszabadulván fogságából, megnősült és Majna-Frankfurtban telepedett le, ahol több évig élt, irodalmi működésében a cenzurától korlátozva. Itt írta Bulwer néven Beiträge zur Geschichte der neuesten Litteartur (Stuttgart, 1836), Götter, helden, Don Quixotte (Hamburg, 1838), Goethe im Wendepunkte zweier Jahrhunderte (Berlin, 1836) és Die Zeitgenossen (Stuttgart, 1837) című korrajzait, melyeket összegyűjtött műveiben Säkularbilder néven vett föl. Die Deutsche Revue és Frankfurter Börsezeitung lapjainak kiadását betiltották és csupán a Hamburgban kiadott Telegraph für Deutschland volt hosszabb életű. E lapokban megjelent dolgozatait következő könyvekben adta ki: Vermischte Schriften (4 kötet, Lipcse, 1842-50) és Aus der Zeit und dem Leben (uo. 1844). Ez időben kiadott egyéb művei: Skizzenbuch (Kassel, 1839); Die rote Mütze und die Kapuze (Hamburg, 1838); Börnes Leben (uo. 1840); König Saul (uo. 1839); és Richard Savage (Lipcse, 1842, 6. kiad. Jena, 1882; magyarra fordította Lukács Lajos) drámák: Seraphine (Hamburg, 1839) és Basedow und seine Söhne (Stuttgart, 1839) regények. Ezután írt számos színműve közül legnagyobb népszerűségre Uriel Acosta (1847; 12. kiad. Jena, 1889) tett szert; egyéb drámái: Zopf und Schwert (1844, 10. kiad. uo. 1882; magyarra fordította Szilágyi Sándor, Kolozsvár, 1845); Das urbild des Tartüffe (1847; 5. kiad. uo. 1882); Königslieutenant (1852; 9. kiad. uo. 1889); Patkul (1841); Pugatscheff (1846); Wullenweber (1848); Phillip und Perez (1853); Werner oder herz und Welt (1840); Der 13. November (1842); Ein weisses Blatt (1844); Ottfried (1854); Ella Rose (1856); Liesli, Die Schule der Reichen (1841); Lenz und Söhne (1855); s végül Lorbeer und Myrte (1855) c. történeti jellemrajza, melyek összegyűjtve Dramatische Werke (9. köt., Lipcse 1842-57; újabb kiad. Jena, 1880) cím alatt jelentek meg.
Többszöri utazás után, melyek egyikének eredménye a Briefe aus Paris (2 kötet, Lipcse 1842) volt. Majna-Frankfurtba tért, ahol szétszórtan megjelent iratait átdolgozta és összegyűjtve Gesammelte Werke (12 köt., Frankfurt 1845-46) címmel adta ki.
1847-től 1851-ig a drezdai udvari színháznál dramaturg volt; innen mint a Schiller-alapítvány főtitkára Weimarba ment (1862), ahol a már beteges férfit környezetének örökös ellenségeskedése és különösen Julian Schmidt kritikai támadásai annyira elkeserítették, hogy egy utazása alkalmával, 1865. január 15-én, Friedbergben öngyilkos akart lenni, de megmentették; ezután néhány évig több gyógyintézetben élt, ahol egészsége ismét helyreállt.
1870-ben Berlinbe ment, ahol írói működését nagy szorgalommal újfent megkezdte. Idegbaja 1873-74-ben Olaszországba űzte, ahonnan Wieblingenbe, Heidelbergba ment, majd pedig a frankfurti városrészben, Sachsenhausenben, telepedett le, ahol tűzvész alkalmával szobájában megfulladt.
A német irodalomban elsőrendű állást vívott ki, főképp: Die Ritter vom Geiste (9 kötet, Lipcse, 1850-52; 6. kiad. Berlin, 1881) és Zauberer von Rom (9 kötet, Lipcse, 1859-61; 4. kiad. Berlin, 1872-73) című nagyszabású irányregényeivel. Hasonló művek Die Diakonissin (Frankfurt, 1855) és Die kleine Narrenwelt (uo. 1856). 1852 és 1862-ben a népszerű Unterhaltungen am häuslichen Herd című folyóiratot szerkesztette. Későbbi művei közül nevezetesek: történelmi regénye Hohenschwangau (5 kötet, Lipcse, 1867), Die Söhne Pestalozzis (3 kötet, Berlin, 1870) pedagógiai és Fritz Ellrodt (3 kötet, Jena, 1872; 2. kiad. 1874) történelmi regénye. Ez időben megírt tárcáit Lebensbilder (2. kiad., Stuttgart, 1874) címmel adta ki. Egyéb művei: Vom Baume der Erkenntnis (uo. 1868); Die schönern Stunden, Rückblicke (2. kiad. uo. 1869); továbbá Der westfälische Friede és Gefangenen von Metz (1872) színművek. Utolsó regénye: Die neuen Serapionsbrüder (3 kötet, Boroszló, 1877; 2. kiad. 1878) szociális irányú. Érdekes még a Rückblicke auf mein Leben (Berlin, 1876) című biográfiája. Összes munkái Jenában jelentek meg (1. sorozat, 12 kötet, 1873; 2. sorozat, drámai munkák, 1881-82).

## Magyarul
- Czaff és kard. Historiai vígjáték; ford. Szilágyi Sándor; Református Főiskola Ny., Kolozsvár, 1845